# Sigo atrevido
Sigo atrevido es el título del segundo álbum de estudio grabado por el cantautor y músico de salsa puertorriqueño-estadounidense Eddie Santiago. Fue lanzado al mercado por la empresa discográfica TH-Rodven a finales del año 1987 y encabezó las listas de música tropical por un año. El álbum recibió una nominación al Premio Grammy al mejor álbum latino tropical tradicional en la 31°. edición anual de los Premios Grammy en el año 1989.

## Sencillos
El álbum produjo cuatro sencillos en el listado del entonces Hot Latin Tracks.
- Lluvia llegó a la posición #4, el puesto más alto de una canción de salsa durante finales de la década de los 80's.

- Insaciable llegó a la posición #34.

- Hagámoslo alcanzó la posición #31.

- Todo empezó fue el cuarto sencillo del disco; en el ranking llegó a la posición #19.

## Lista de canciones
| Sigo atrevido |                   |                                        |          |  |
| N.º           | Título            | Escritor(es)                           | Duración |  |
| 1.            | «Lluvia»          | Luis Ángel Márquez                     | 4:58     |  |
| 2.            | «Insaciable»      | C. Ferrer · S. González · M. Nathalie  | 4:31     |  |
| 3.            | «Hagámoslo»       | David Pabón                            | 4:00     |  |
| 4.            | «Vida de amantes» | Eddie Santiago                         | 4:05     |  |
| 5.            | «Momento de amor» | N. Urquiza · C. Bisso                  | 4:52     |  |
| 6.            | «Déjame amarte»   | Eddie Santiago                         | 4:00     |  |
| 7.            | «Todo empezó»     | Luis Ángel Marquez                     | 4:57     |  |
| 8.            | «Cabalgata»       | R. Carlos · E. Carlos · B.H. McCloskey | 4:07     |  |

## Posicionamiento en listas
| Año  | Lista                         | Álbum         | Posición |
| ---- | ----------------------------- | ------------- | -------- |
| 1988 | U.S. Billboard Tropical/Salsa | Sigo Atrevido | 1        |

### Sucesión y posicionamiento
| Predecesor: Historia musical de Frankie Ruiz de Frankie Ruiz | U.S. Billboard Tropical/Salsa Albums — Álbum N°. 1 9 de enero de 1988 - 3 de junio de 1988 | Sucesor: Romántico y sabroso de El Gran Combo de Puerto Rico |